# (39419) 1244 T-2
1244 T-2 (asteroide 39419) é um asteroide da cintura principal. Possui uma excentricidade de 0.09452560 e uma inclinação de 14.23339º.
Este asteroide foi descoberto no dia 29 de setembro de 1973 por Cornelis Johannes van Houten e Ingrid van Houten-Groeneveld e Tom Gehrels em Palomar.